# Birkivka, Mena
Birkivka (în ucraineană Бірківка) este o comună în raionul Mena, regiunea Cernihiv, Ucraina, formată numai din satul de reședință.

## Demografie
Componența lingvistică a comunei Birkivka
     Ucraineană (98,47%)
     Rusă (1,42%)
     Alte limbi (0,11%)
Conform recensământului din 2001, majoritatea populației comunei Birkivka era vorbitoare de ucraineană (98,47%), existând în minoritate și vorbitori de rusă (1,42%).